# Theone silphoides
Theone silphoides es una especie de insecto coleóptero de la familia Chrysomelidae.
Fue descrita científicamente en 1823 por Dalman.